# کوری مایکل اسمیت
کوری مایکل اسمیت (انگلیسی: Cory Michael Smith؛ زادهٔ ۱۴ نوامبر ۱۹۸۶) بازیگر سینما، بازیگر تئاتر، و بازیگر تلویزیون اهل ایالات متحده آمریکا است. وی از سال ۲۰۰۹ میلادی تاکنون مشغول فعالیت بوده‌است.
از فیلم‌ها یا برنامه‌های تلویزیونی که وی در آن نقش داشته‌است می‌توان به گاتهام، کارول اشاره کرد. وی علناً کوئیر است.